# Демократия

Вечевой колокол — один из символов народовластия

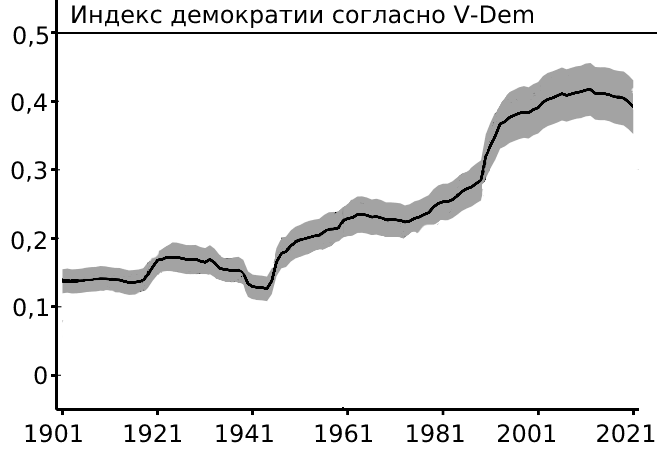
Среднемировой индекс демократии согласно V-DEM с 1901 по 2021 год.

Демокра́тия (др.-греч. δημοκρατία «народовла́стие» от δῆμος «народ» + κράτος «власть») — политическая система, в основе которой лежит метод коллективного принятия решений с равным воздействием участников на исход процесса или на его существенные стадии. Хотя такой метод применим к любым социальным институтам, на сегодняшний день его важнейшим приложением является государство, так как оно обладает большой властью. В этом случае определение демократии обычно сужают до одного из следующих признаков:
1. Назначение лидеров управляемыми ими людьми происходит путём честных и состязательных выборов[5][прим. 1].
2. Народ является единственно легитимным источником власти[6][7].
3. Общество осуществляет самоуправление ради общего блага и удовлетворения общих интересов[8][9].

Народное правление требует обеспечения ряда прав для каждого члена общества. С современной демократией связан ряд ценностей: законность, политическое и социальное равенство, свобода, право на самоопределение, права человека и др.
Поскольку идеал народовластия труднодостижим и подлежит различным толкованиям, предлагалось множество практичных моделей. До XVIII века наиболее известной моделью была прямая демократия, где граждане осуществляют своё право принятия политических решений непосредственно, за счёт достижения консенсуса или с помощью процедур подчинения меньшинства большинству. В представительной демократии граждане осуществляют то же право через избранных ими депутатов и других должностных лиц путём делегирования им части собственных прав, при этом выбранные руководители принимают решения с учётом предпочтений руководимых и отвечают перед ними за свои действия.
Одной из основных целей современной демократии является ограничение произвола и злоупотреблений властью. Этой цели часто не удавалось достигнуть там, где права человека и другие демократические ценности не были общепризнанными или не имели эффективной защиты со стороны правовой системы. Сегодня во многих странах народовластие отождествляется с либеральной демократией, которая, наряду с честными, периодическими и всеобщими выборами наделённых высшей властью лиц, в ходе которых кандидаты свободно соревнуются за голоса избирателей, включает в себя верховенство права, разделение властей и конституционные ограничения власти большинства путём гарантий определённых личных или групповых свобод. С другой стороны, левые движения, видные экономисты, а также такие представители западной политической элиты как экс-президент США Барак Обама, директор-распорядитель МВФ Кристин Лагард утверждают, что реализация права принятия политических решений, влияние рядовых граждан на политику страны невозможно без обеспечения социальных прав, равенства возможностей и низкого уровня социально-экономического неравенства.
Ряд авторитарных режимов имел внешние признаки демократического правления, однако в них властью обладала только одна партия, а проводимая политика не зависела от предпочтений избирателей. На протяжении последней четверти века мир характеризовался тенденцией распространения демократии. Международные организации, такие как ООН, ОБСЕ и ЕС, полагают, что контроль над внутренними делами государства, включая вопросы демократии и соблюдения прав человека, частично должен быть в сфере влияния международного сообщества.

## История демократии

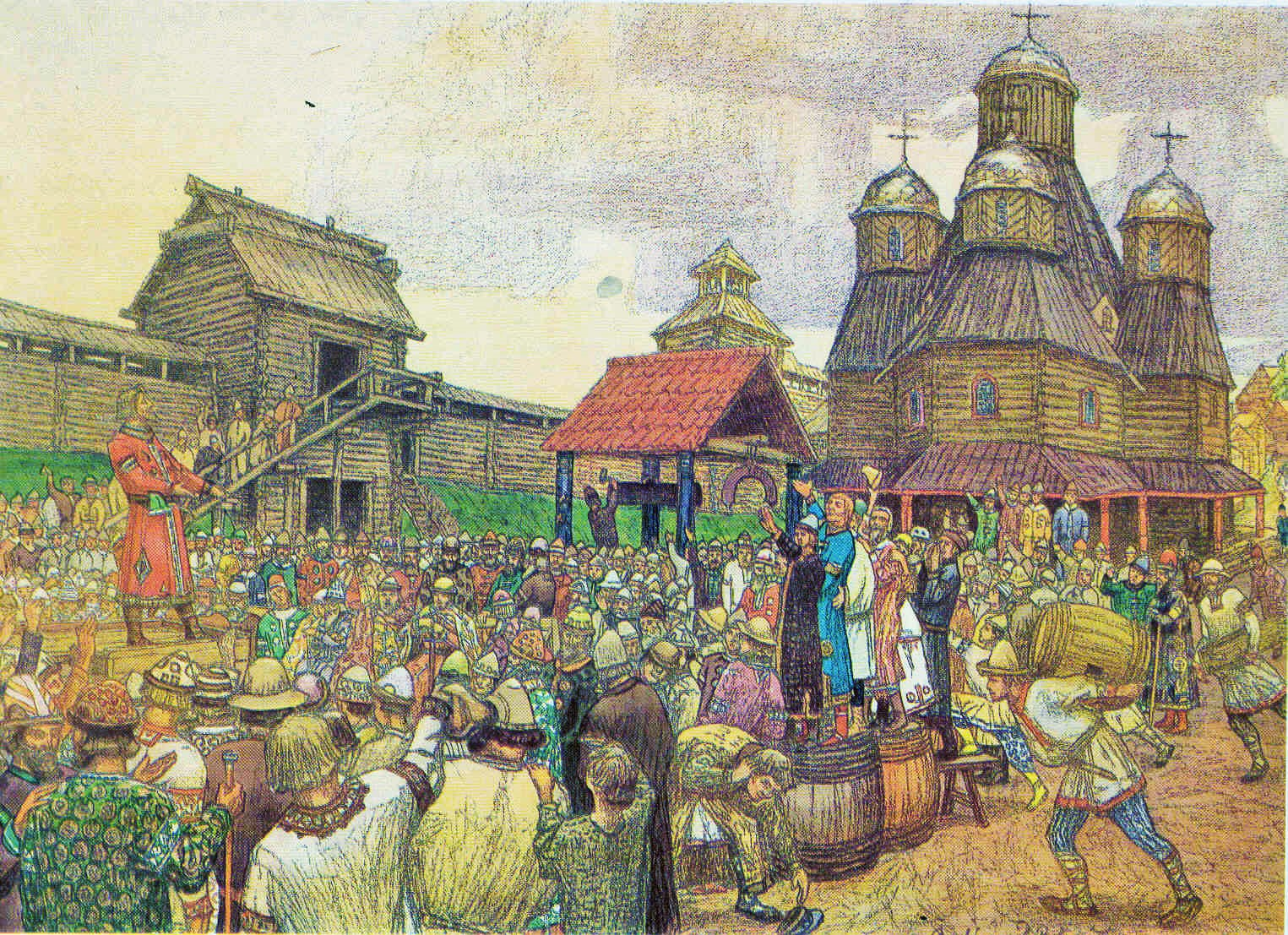
Псковское вече. А. М. Васнецов, 1909

Исторически первой называют первобытнообщинную демократию.
Демократия имеет своё начало в Древней Греции и Древнем Риме, традициях средневековых городов-государств и развитии представительных органов власти в Европе и некоторых британских колониях в новое время. В античных городах-государствах верховной законодательной, исполнительной и судебной властью обладало собрание, включающее в себя всех граждан. Это было возможно потому, что население этих городов редко превышало 10 000 человек, а женщины, неграждане и рабы не имели политических прав. Граждане имели право занимать различные исполнительные и судебные должности, некоторые из которых были выборными, а другие назначались по жребию. С падением Римской республики институты античной демократии прекратили существование.
При этом уже в античности народовластие было предметом философских размышлений (подробнее см. статью Теория демократии). Следует иметь в виду, что в термин «демократия» мог вкладываться смысл, который сильно отличался от современного значения этого слова. Так, по Платону, демократия — это власть завистливых бедняков. В восьмой книге «Государства» он утверждал, что избыточная демократия неминуемо влечёт за собой тиранию. Схожим образом Аристотель называл демократией правление большинства неимущих граждан в интересах исключительно данного большинства. Он считал такое правление искажением идеальной формы народовластия, политии (республики, согласно переводу Цицерона).
В средневековой Европе ключевую роль в зарождении принципов демократического правления сыграли концепции религиозного, естественного и обычного права как ограничений произвола власти. Большое значение имело распространение практики, когда монархи стремились получить одобрение своих распоряжений со стороны различных сословий. Съезды представителей этих сословий были прообразами современных законодательных собраний.

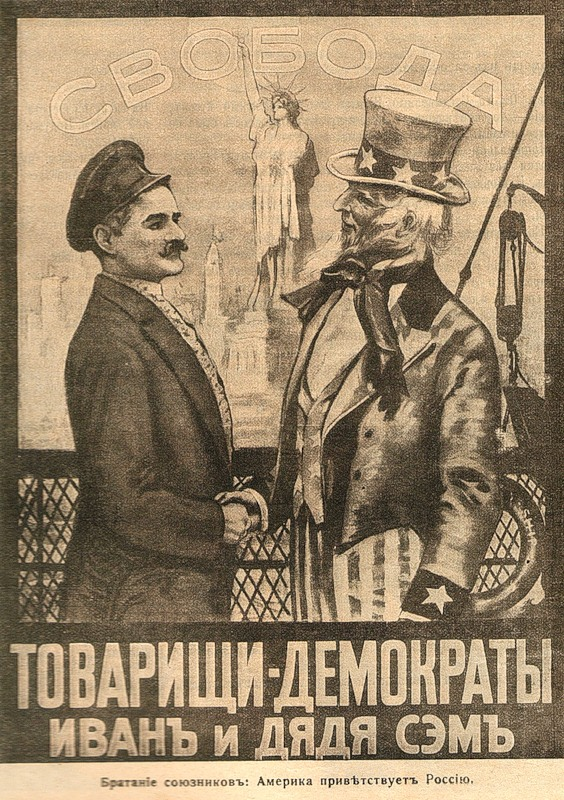
Плакат 1917 года, изображающий Россию после Февральской революции и США как союзников

Эпоха просвещения, Американская и Французская революции стимулировали интеллектуальное и общественное развитие, в особенности развитие представлений о гражданских правах и политическом равенстве. Начиная с XIX века собрания депутатов, избранных на свободных выборах, стали центральными институтами демократического правления. Во многих странах демократия также стала включать состязательность избирательного процесса, свободу слова и верховенство права. В странах с коммунистическими режимами провозглашалась идея народовластия, в структуру которого входили классовое единство и преимущественно государственная собственность на средства производства. До XX века демократия предполагала, что полноправным гражданством обладает меньшинство населения по критерию имущественного ценза, расовых, гендерных и национальных признаков, в то время как остальные были фактически исключены из процесса принятия политических решений. В Великобритании и США конца XVIII века правом голоса были наделены всего 2–5 % жителей, в Великобритании, родине современной демократии, женщины были допущены к голосованию наравне с мужчинами только в 1928 г., отменено множественное голосование (когда один избиратель имел несколько голосов) в 1948 г., а в США имущественный ценз был окончательно отменён в 1964 г.; всеобщее избирательное право существует в развитых демократиях немногим больше 40 лет.
К началу XXI века всеобщность выборов получила мировое признание как один из важнейших критериев демократии.
На сегодняшний день число функционирующих демократических режимов в мире является самым большим за всю историю. По мнению ряда политологов, на рубеже XXI века демократические институты более чем в трети стран мира были сравнимы с институтами старейших демократий.
Несмотря на тенденцию распространения демократии в мире, она по-прежнему является предметом дискуссий. Обсуждения ведутся вокруг полноправного гражданства, процедур демократического представительства, необходимых условий для демократии, допустимых пределов демократической политики, защиты этнических и культурных меньшинств, распространения демократических принципов на различные общественные организации и социальные группы, методологии демократизации. К актуальным вызовам демократическим режимам относятся социальное неравенство, терроризм, миграция населения, сепаратизм. Международные организации (такие как ООН, ОБСЕ, ЕС и др.) предполагают частичное ограничение суверенитета стран-участников, чтобы международное сообщество могло оказывать влияние на проводимую отдельными государствами политику, главным образом, в сфере защиты прав человека. В то же время у самих этих организаций сравнительно мало демократических институтов.

## Идеальная демократия
Термин «идеальная демократия» имеет два значения. Согласно первому, идеал понимается как наилучшая система из возможных. Согласно второму, идеальная система является «очищенным» вариантом реально существующих систем. Второе значение обсуждается в разделе Основные институты либеральной демократии. Чтобы сформулировать идеал народовластия в первом значении, необходимо ответить на ряд принципиальных вопросов:
- Лучше или хуже демократия других форм правления?
- Что собой представляет объединение или территориальная единица, в которой учреждается демократия?
- Какие члены этого объединения имеют право участвовать в процессе принятия решений, то есть, являются полноправными гражданами?
- Какой политический механизм используют граждане для управления?
- Если среди граждан нет единодушия по поводу какого-либо вопроса, чьё мнение играет решающую роль?
- Если это мнение большинства, то как определить это большинство?
- Что необходимо для стабильности демократической системы?

Все эти вопросы допускают широкий спектр ответов. Например, большинство может рассчитываться на основе полного числа граждан, числа принявших участие в голосовании, числа представителей от более мелких объединений или территориальных единиц и т. д. На протяжении истории стандарты демократии претерпели значительную эволюцию.
Согласно Роберту Далю, идея демократии предполагает наличие некоторого общества (демоса), где каждый член одинаково компетентен для участия в управлении этим обществом, обладает необходимыми знаниями о том, какой политический выбор позволяет ему защитить свои интересы наилучшим образом. Принятие политических решений в соответствии с данным принципом требует, чтобы все члены общества имели равные и эффективные возможности
- сообщать свои политические взгляды другим;
- получать сведения из разных источников об альтернативных предложениях и об их вероятных последствиях;
- устанавливать, каким образом следует отбирать предложения для окончательного принятия решения;
- участвовать в окончательном выборе решения путём равного голосования.

Перечисленные критерии описывают не только политический процесс, но и связанные с этим процессом права каждого члена общества. В частности, демократическое государство должно обеспечивать защиту личных свобод хотя бы в той степени, которая необходима для открытости и состязательности избирательного процесса. Наиболее важными являются право участвовать в голосовании, свобода голосования, право выставлять свою кандидатуру на выборах, свобода выражать свои политические взгляды в СМИ, свобода создавать политические группы и право участвовать в их деятельности.
Один из фундаментальных вопросов демократической модели заключается в определении круга лиц, на которых распространяется политическое равенство (то есть, демоса). Если речь идёт о государстве, где все полноправные граждане обладают равными возможностями в управлении страной, это вопрос о гражданстве. Согласно современным взглядам, все или почти все взрослые жители, на которых распространяется власть демократического государства, должны быть полноправными гражданами.
Согласно Карлу Попперу, демократия — это открытое общество в котором его члены критически настроены по отношению к табу, опираясь на собственный интеллект и критическое мышление, а также исходя из договорённостей, принятых в результате обсуждения.
По утверждению Дэниела Белла, значимым критерием демократичности общества, показателем его открытости служит наличие социальных лифтов, позволяющих гражданам, независимо от своего социального происхождения и только благодаря своим личным способностям и усилиям подняться на вершину социальной лестницы, войти в элиту общества.

## Институты демократии
Сравнение подходов к реализации демократии в разных странах показывает, что каждый из них по-своему уникален. Вместе с тем, возможно провести различные классификации: по доминирующей ветви власти, по региональной иерархии власти, по числу партий и т. д. Дальнейшее обобщение позволяет выявить базовые политические институты, необходимые (хотя, возможно, недостаточные) для достижения идеальной демократии.
Практическая реализация демократии зависит от множества обстоятельств, в особенности от численности населения и размера территории. По сравнению с крупными административными единицами, небольшие единицы более однородны по составу и предоставляют лучшие возможности для непосредственного участия в политической жизни. В компактных сообществах возможно организовать эффективные дискуссии и предоставить широкие возможности для граждан оказывать влияние на проводимую политику. Поэтому меньшим по размеру структурам проще удовлетворить критериям демократии. В то же время с уменьшением размера понижается реальный объём власти и возможностей для решения проблем, в особенности по вопросам обороны и экономики. Один из путей решения данного противоречия лежит в разделении сфер влияния между административными и общественными единицами различных уровней, в частности, путём наделения городов и регионов автономией. Наиболее распространённый метод заключается в использовании в крупных единицах представительных форм правления.

### Типология демократических систем

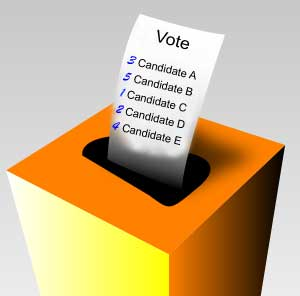
Преференцированное голосование в пропорциональной избирательной системе

Между политическими институтами в разных демократических странах имеются значительные различия. Ниже перечислены основные типы демократических систем.
Доминирующая ветвь власти
- Парламентская демократия. Правительство назначается законодательным органом власти. Правительство и его глава (премьер-министр) также могут быть подотчётны церемониальному главе государства (монарху, президенту или специальному органу). В парламентской республике глава государства периодически избирается парламентом, или эту должность совмещает председатель правительства.
- Президентская республика. Президент выбирается народом напрямую и является главой исполнительной власти.
- существуют также смешанные системы.

Региональная иерархия власти
- Унитарное государство. Политическая власть сосредоточена в руках центрального правительства, которое определяет объёмы властных полномочий региональных органов власти.
- Федерация. Согласно конституции, власть поделена между центральным правительством и относительно автономными региональными правительствами.

Структура законодательной власти
- Однопалатный парламент. Нормативные акты принимаются на заседаниях с участием всех членов парламента.
- Двухпалатный парламент. Законодательное собрание состоит из двух палат, которые формируются и функционируют раздельно. Одни нормативные акты могут требовать одобрения только одной палаты, другие — обеих палат.

Система выборов в представительные органы
- Мажоритарная избирательная система. Территория поделена на округа, каждый из которых имеет право на одного представителя в законодательном собрании. Этим депутатом становится кандидат, набравший большинство голосов.
- Пропорциональная избирательная система. Политические партии в законодательном собрании получают число мест, пропорциональное числу набранных ими голосов.
- Групповая избирательная система. Определённые группы населения выдвигают своих депутатов согласно заранее обговорённой квоте.

Число ведущих партий
- Двухпартийная система. В политическом спектре доминируют две крупные партии.
- Многопартийная система. Назначению правительства обычно предшествует формирование правящей коалиции из двух или более партий, представленных в законодательном собрании.

### Основные институты либеральной демократии
На сегодняшний день для многих либеральных демократий характерно наличие следующих процедурных норм (институтов) и следование принципу верховенства права в их соблюдении:
1. Выборные государственные должности. Современные демократии являются представительными: согласно основным законам, непосредственный контроль над принятием нормативных актов и политических решений осуществляют избранные гражданами лица.
2. Свободные, честные и регулярно проводимые выборы, в которых имеет право участвовать каждый гражданин (как избиратель и как кандидат), в сочетании с непрерывной открытой политической конкуренцией между гражданами и их объединениями.
3. Отзывчивость правительства. Проводимая политика зависит от результатов выборов и от предпочтений избирателей.
4. Свобода самовыражения. Граждане обладают правом безнаказанно выражать свои мысли, в том числе, критиковать власть, политическую систему, общественно-экономический порядок и преобладающую идеологию.
5. Доступ к альтернативным и независимым источникам информации. Граждане вправе искать и получать информацию от других граждан, из книг, СМИ и т. п. Альтернативные источники информации должны существовать, быть доступны и не подконтрольны какой-либо одной политической группе.
6. Развитое гражданское общество, третий сектор, автономия общественных организаций и их возможность оказывать влияние на деятельность государственных институтов. Граждане вправе учреждать относительно независимые сообщества или организации, в том числе, политические партии.
7. Всеобщий охват гражданства. Каждый постоянно проживающий в стране и подчиняющийся её законам взрослый житель должен обладать всеми правами гражданина.

Политическая система, включающая приведённые выше семь институтов, называется «полиархией». Главными особенностями полиархии являются возможность политической конкуренции, обеспечение права на участие в политике и управление на основе коалиции. Такое правление противоположно диктатуре, когда при выборе политического курса доминируют предпочтения одной группы. Важную роль играет потребность конкурирующих элит заручиться поддержкой со стороны широких слоёв населения, что нехарактерно для олигархии.
Институты полиархии создают условия для появления независимых и разнообразных организаций, играющих важную роль в политической жизни страны, что влечёт за собой политический плюрализм.
На протяжении XX века политологи склонялись к мнению, что значительное число стран поддерживали перечисленные выше институты в должной мере и поэтому на практике могут считаться демократическими. В то же время, страна может отвечать стандарту полиархии, даже если в ней отсутствует пропорциональное представительство, референдумы, предварительные выборы партий, социальное равенство или демократия на уровне местного самоуправления. Как отмечает Роберт Даль, идеал демократии предъявляет крайне высокие требования, и вероятно со временем полиархия начнёт считаться недостаточно демократичной системой.
Жан Бодрийяр полагает, что современное демократическое общество — это общество потребления, общество самообмана, где невозможны ни подлинные чувства, ни культура, ни какие-либо подлинные ценности, где смысл человеческой жизни сводится ко всё возрастающему потреблению как оправданию роста капиталистической экономики любой ценой.
С точки зрения Бодрийяра, демократия, демократические ценности посредством глобализации превращаются в стандартизированный обезличенный продукт, разновидность товара, который продаётся другим культурам в упаковке абсолютного добра как универсальное средство решения всех проблем, что вызывает у тех, кому насильно навязывается этот товар, различные формы отторжения.
Некоторые исследователи утверждают, что продвижение демократии в мире есть одно из следствий глобализации мировой экономики, что приводит также к усилению международной конкуренции, миграционным потокам и уменьшению социальных прав трудящихся в развитых странах.
С точки зрения Ноама Хомского, контроль над СМИ в интересах узкой группы лиц в современном обществе делает возможным манипуляцию массовым сознанием, когда массе внушается то или иное представление или мнение, которое она воспринимает как своё собственное и создаётся иллюзия народного волеизъявления на основе демократических процедур.

### Экономическая демократия
Как отмечает завкафедрой общей политологии ВШЭ доктор философских наук Леонид Поляков: «Сегодня многие идеи Ленина очень актуальны. Например, критика буржуазной демократии как скрытой формы диктатуры капитала. Он писал: кто владеет, тот и правит. В такой ситуации разглагольствования о власти народа — просто обман». Ряд авторов социалистической направленности считают, что демократические принципы надо развивать не только в политической сфере, но и в экономической области.
Экономическая демократия разрабатывалась в трудах Бернштейна и его последователей. Она определяется как набор мер, необходимых для устранения неравномерностей в распределении экономической власти, наносящих ущерб демократии; как вопрос более равномерного распределения частной собственности и частичной конфискации экономической власти из частных рук и постепенной передачи её тем или иным легитимным способом (в рамках существующей правовой системы) под демократически подотчётный коллективный контроль, так как некоторые исследователи полагают, что раз политическая демократия была достигнута за счёт уравнивания политической власти, то и экономическая демократия будет достигнута благодаря более равномерному распределению экономической власти.
Функционально, экономическая демократия на предприятиях (участие рабочих в управлении, промышленная демократия) предполагает более широкое участие рядовых работников в акционерном капитале компании, контроль производственных советов (низовых уровней экономической демократии) над значительной сферой производственной деятельности: гуманизация труда, социальная политика, политика в сфере занятости и включает в себя требование равноправного участия производственных советов в управлении предприятием наравне с владельцами и менеджерами.
Существует точка зрения (Тома Пикетти Капитал в XXI веке), которую разделяет часть западной политической элиты (Барак Обама, директор-распорядитель МВФ Кристин Лагард), что современная тенденция возрастания экономического неравенства: концентрация доходов и богатства в руках немногих, — является крупнейшим историческим вызовом институтам демократии и ведёт к концентрации власти капитала, «наследственному капитализму» (англ. patrimonial capitalism) и олигархии, делая бессмысленными демократические процедуры, становящиеся средством манипуляции массовым сознанием в руках финансовых олигархов.
По данным Global Wealth Report, банк Credit Suisse (2016) имущественное неравенство в мире продолжает расти: если в 2010 г. 10 % населения владело примерно 86 % мировых активов, то в 2015 г. они владели уже 89 % всех мировых активов.
Некоторые исследователи (Энтони Гидденс) видят путь к решению проблемы растущего социального неравенства и растущей власти капитала в следовании концепции третьего пути, формы сочетания свободной капиталистической экономики с определёнными социальными гарантиями государства, развитие экономической демократии, культивирование социальной ответственности бизнеса, введение прогрессивного налогообложения и налога на наследуемый капитал, медленное эволюционное развитие общества посредством институциональных реформ на основе критического переосмысления наследия Карла Маркса и Фердинанда Лассаля в направлении немарксистской формы социализма (Фабианское общество). К сторонникам концепции третьего пути и построения фабианского социализма относит себя экс-премьер министр Великобритании Тони Блэр. Некоторые исследователи находят элементы концепции фабианского социализма в политике президента США Барака Обамы.
Прозрачность в сфере производства и движения капитала рассматривается исследователями в качестве одного из важнейших элементов современной демократии.
Концепция развития демократии как в политическом, так и экономическом аспекте, посредством постепенного реформирования капитализма на основе классового мира в направлении большей социальной справедливости подвергается критике марксистами. Они читают, что власть олигархии не может быть серьёзно ограничена и поставлена под общественный контроль с помощью прогрессивного налогообложения и налога на капитал, развития кооперативного движения как одному из способов равномерного распределения экономической власти (Международный кооперативный альянс). Природа капитализма (Радикальная география) заключается в постоянном создании отношений неравенства и господства—подчинения: между классами, нациями и культурами в качестве основы для достижения максимальной прибыли, что делает невозможным, с точки зрения марксизма, относительно равномерное распределение власти между всеми членами общества как в политической, так и экономической сферах в рамках капиталистической формации.

## Теория демократии
В современной теории демократии есть три основных направления: феноменологическое, объяснительное и нормативное. Феноменологическая теория описывает и классифицирует существующие демократические системы. Объяснительная теория пытается установить, чьи предпочтения играют роль при демократии, какими должны быть процедуры принятия решений, как избежать нежелательных последствий. Предметом нормативной теории является этическая сторона народовластия: когда и почему демократия желательна с точки зрения морали, какие принципы должны быть фундаментом демократических институтов, каковы разумные ожидания от граждан в демократическом обществе.
Важный вклад в теорию внесли Аристотель, Джон Локк, Шарль Луи де Монтескьё, Дэвид Юм, Жан-Жак Руссо, Алексис де Токвиль, Джон Стюарт Милль, Джон Дьюи, Юрген Хабермас, Джон Ролз, Ханна Арендт, Исайя Берлин и другие мыслители.
Согласно выводам теории, демократия представляет собой не просто народное правление, но и систему прав граждан. Нарушение этих прав ставит под сомнение демократичность правления. Вопрос о равенстве и эффективном участии в процессе принятия политических решений занимает в демократии центральное место. Демократизация требует наличия устойчивого государства как единственного источника легитимного применения силы.
В области сравнительной политологии существуют проекты, которые стремятся измерить уровень демократии в мире: «Freedom House», «Cross-National Time-Series Data Archive», «Polity IV», Индекс демократии (Economist) журнала «The Economist», «Democracy Barometer».

### Ценность демократии
Злоупотребления во всех других формах правления

привели к предпочтению республиканского

правления как наилучшего, потому что оно

наименее несовершенно.
Демократия была предметом анализа с точки зрения её воздействия на другие ценности и как самостоятельная ценность. Распространённые аргументы в пользу демократии:
- Она помогает предотвратить деспотизм
- Она помогает людям защитить их интересы
- Она способствует сокращению дистанции между гражданином и властью
- Она позволяет политическому руководству получать более полную информацию
- Она предоставляет людям максимальную возможность жить согласно их собственным законам
- Она позволяет сравнительно бесконфликтно осуществлять ротацию элит и контрэлит
- Она гарантирует широкий диапазон личной свободы и прав человека
- Она наделяет граждан моральной ответственностью за их политические решения
- Она позволяет всем полноправным гражданам, независимо от их расы, национальности, гендерных признаков, происхождения, положения в обществе и убеждений, участвовать в процессе принятия политических решений
- Она способствует равенству возможностей[англ.], социальной мобильности и сокращению социального неравенства
- Только она способна обеспечить политическое равенство, когда все граждане имеют равные возможности для влияния на правительственные решения[48]
- Демократические страны имеют тенденцию быть богаче и обладать более высоким уровнем человеческого развития по сравнению с недемократическими странами
- Демократические страны сравнительно редко воюют друг с другом

Демократия — наихудшая форма правления,
если не считать всех остальных.
Некоторые из перечисленных доводов являются недостатками демократии с точки зрения её противников. Также широко обсуждался ряд аргументов против демократии:
- Она позволяет одним кругам продвигать свои интересы за счёт остальных
- Она может ухудшить взаимодоверие в ситуации, когда принятие любого решения позволит одним лицам извлечь выгоду за счёт других
- Она открывает возможность для диктатуры большинства над меньшинством
- Она поощряет разногласия, что может сказываться негативно на авторитете власти
- Она наделяет правом принятия решений людей, которые недостаточно для этого компетентны или не обладают полной информацией
- Она затрудняет осуществление непопулярных мер с вероятной отдачей лишь в долгосрочной перспективе
- Она отвлекает людей от проблем и возможностей их частной жизни
- В переходный период демократизации, она неэффективна в плане экономики, управления и порядка
- Она бывает неэффективна по сравнению с рыночным саморегулированием общества

У. Райкер критиковал то, что он назвал «популистской теорией демократии», истоки которой он отслеживает ещё у Ж. Ж. Руссо. Она основана на идее, что существует воля людей как некий абстрактный общественный феномен, и что демократия — самый надёжный инструмент для определения этой воли. По мнению Вильяма Райкера, все системы голосования носят манипулятивный характер и побуждают людей быть неискренними. Поскольку нельзя узнать, какие именно избиратели были неискренними, и в какой степени эта неискренность проявлялась при голосовании, то создать демократические институты, которые отражали бы предпочтения всех граждан, невозможно.
Демократические процедуры создают проблему безбилетника. Это ситуация, когда деятельность одного из социальных субъектов увеличивает блага, получаемые другими, вне зависимости от их реальной активности. Рациональность неучастия выступает формой своеобразного «шантажа». Преимущество получает сторона, у которой преобладают установки на достижения других целей. В силу меньшей заинтересованности в демократической процедуре она может получить больше при рыночном обмене участия на альтернативные блага.

### Диктатура большинства
Даже если принятое решение равным образом учитывает предпочтения всех граждан, для части общества оно может иметь неприемлемые последствия с точки зрения морали или права. Во многих теориях подобные решения считаются нелегитимными. Реализация всеобщего избирательного права и пропорциональная избирательная система способствуют более точному представлению интересов, однако не снимают проблему. Выход лежит в создании некоторой дополнительной системы сдержек и противовесов, которая защищает меньшинство от произвола со стороны большинства и при этом не противоречит демократии. Предлагались следующие подходы:
- Квалифицированное большинство или консенсус как условие для принятия решения
- Разделение властей на исполнительную, законодательную и судебную ветви
- Возможность отмены решения независимым судом, если оно нарушает конституционные права и свободы
- Децентрализация власти, её разделение по территориальному уровню
- Фильтрация предпочтений масс с целью направить дискуссию в конструктивное русло, например, путём делегирования полномочий непосредственного принятия решений депутатам

Некоторые из перечисленных мер могут также иметь негативные последствия, такие как политический застой или сужение сферы действия институтов демократии.

### Устойчивость демократии
Для стабильности государства необходимо, чтобы граждане исполняли даже те решения власти, против которых они возражают. В случае демократии это означает, что меньшинство подчиняется воле большинства, смена власти протекает мирно, а оппозиция не только вправе выражать публичное несогласие с государственной политикой, но и действует строго в рамках закона. Следовательно, одним из важнейших условий стабильности демократии является её легитимность в глазах граждан. Легитимность реализации демократии может обосновываться её ценностью (см. выше) и равенством всех участников процесса. Важную роль здесь играет наличие общих базовых ценностей, что позволяет прийти к согласию в отношении принципов политического поведения. Это способствует установлению доверия между гражданами, побуждает их соблюдать существующие правила и оправдывает применение силы для защиты этих правил.
Ряд авторов полагает, что признание обществом демократических принципов и конституционных прав как культурных ценностей придаёт устойчивость государству во время кризиса. В то же время отсутствие эффективной правовой системы оставляет нормы демократического общества без защиты и создаёт почву для злоупотреблений со стороны власти, политических элит и криминальных группировок.
Приведённые аргументы подтверждаются социологическими исследованиями, согласно которым устойчивость демократии коррелирует с межличностным доверием, терпимостью по отношению к непопулярным группам, поддержкой гражданских свобод и политической активностью населения.

## Авторитаризм и демократия
В авторитарных государствах власть сосредоточена в руках правящей группы, которая в своих действиях не испытывает ограничений, обусловленных ответственностью перед управляемыми. Большинство авторитарных режимов прошлого отличались от представительной демократии по ряду параметров:
- Выборы в органы власти либо не проводились, либо были безальтернативными, либо не приводили к смене власти даже в случае формальной победы оппозиции
- Власть выборных лиц часто была ограничена могущественными невыборными организациями (армией, церковью, партией)
- Оппозиция открыто преследовалась
- СМИ контролировались государством, подвергались цензуре и системным репрессиям

В то же время политологи отмечают, что на рубеже 1990-х в мире выросло число гибридных режимов (получивших в литературе названия «имитационная демократия», «авторитарная демократия», «электоральный авторитаризм» и др.), имеющих признаки как авторитаризма, так и демократии. В таких режимах проводятся периодические выборы и существуют элементы политической конкуренции, так что оппозиция способна бросать вызов, ослаблять и иногда даже побеждать правящие силы на выборах, в законодательных органах, в суде и в СМИ. Однако условия конкуренции для правящих сил и оппозиции носят неравный характер из-за системных злоупотреблений административными ресурсами и нарушений прав сторонников оппозиции.
Автократы могут использовать номинально демократические институты с целью собственной легитимации и мобилизации общества в свою поддержку. Лица, согласившиеся на сотрудничество с режимом, получают в обмен вознаграждения и уступки. Связанные с этим переговоры часто проводятся на специальных, контролируемых властью, форумах с ограниченным доступом, в частности, парламентах.
Существенным показателем является степень развитости правового государства. Согласно политологу Адаму Пшеворскому, демократия — это прежде всего определённость процедур при неопределённости результатов. По мнению политологов и общественных деятелей, в либерально-демократической стране, граждане посредством демократических процедур вырабатывают правила взаимодействия различных субъектов общества и формируют механизмы государственной власти, которая действует согласно этим правилам.
Такая модель принципиально отличается от системы, в которой власть сама устанавливает порядок взаимодействия субъектов общества и формирует необходимые для этого механизмы управления. В неправовом государстве отдельные органы власти могут отменять или обходить законы, которые регулируют полномочия этих органов. Это, в частности, открывает возможности для манипуляций системой правосудия и СМИ, чтобы вознаграждать лояльных режиму и наказывать оппозицию без оглядки на правовые процедуры.
По мнению политологов Freedom House и Радио «Свобода», современные авторитарные режимы также намеренно искажают суть демократии, трактуют её как навязывание Западом чуждых ценностей, препятствуют работе занимающихся правозащитной деятельностью международных организаций (ООН, ОБСЕ, ЕСПЧ) и воспитывают в молодёжи враждебное отношение к демократическим ценностям.
Некоторые политологи выделяют в отдельную категорию делегативную демократию, при которой исполнительная власть отчасти подчиняет себе законодательную и слабо учитывает предпочтения избирателей в проводимой политике, однако смена власти остаётся возможной, а гражданские права под защитой.

## Разновидности демократии

### Политический режим
Исторически в представлениях о демократии преобладали две базовые модели. При прямой демократии полноправные граждане принимают политические решения непосредственно путём голосования с дальнейшим подчинением меньшинства воле большинства или за счёт достижения полного согласия. В представительной демократии граждане делегируют эту функцию избранным ими представителям, которые отвечают перед избирателями за свои действия. Практические реализации демократии стали развитием этих представлений, причём ранние модели с течением времени подвергались дискредитации и сегодня рассматриваются лишь как этапы к современным формам народовластия:
Олигархическая демократия позволяет только крупным собственникам принимать непосредственное участие в управлении государством и гарантирует им гражданские права. Избирательное право подвергается имущественным ограничениям. Родственной моделью является плутократия, где правящий класс проводит политику преимущественно в интересах крупного капитала.
Эгалитарная демократия имеет своей целью достижение политического равенства. Эгалитарная политика предполагает равное участие в политическом процессе, равное представительство, равную защиту прав и свобод, а также равный доступ к политически значимым ресурсам. Сторонники такого подхода обычно призывают к осуществлению политики в интересах всей нации и ставят их выше интересов меньшинства или отдельного гражданина. Националистические варианты этой модели трактуют нацию в этническом смысле, а не в гражданском, и наделяют полными правами только лица определённых национальностей.
Социалистическая демократия схожа с эгалитарной, однако сфокусирована на воле простого народа. Она предполагает постепенную ликвидацию классового общества и преимущественно государственную собственность на средства производства. Термин «социалистическая демократия» был закреплён Программой Российской Коммунистической Партии от 1919 года. В конце 1940-х годов коммунистическими партиями был введён ещё один термин — «народная демократия» — как разновидность социалистической демократии.
Либеральная (также буржуазная и конституционная) демократия основана на ряде принципов:
- Правление с согласия народа на основе волеизъявления большинства
- Мирная смена власти путём периодических выборов
- Общественный компромисс и поиск консенсуса
- Информационная открытость процесса принятия политических решений
- Влияние граждан на принятие решений
- Система сдержек и противовесов для предотвращения произвола со стороны большинства
- Верховенство права
- Гарантии политических, гражданских и социальных прав человека
- Гарантии прав оппозиции

Имитационная демократия имеет ряд внешних атрибутов народовластия, однако фактически влияние граждан на процесс принятия решений крайне мало. Это может быть связано с тем, что часть граждан лишена избирательного права, либо избранные представители не определяют всю политику правительства, либо исполнительная власть подчиняет себе законодательную и судебную, либо система правосудия не способна обеспечивать соблюдение заложенных в конституции принципов. Разновидностью этой модели является система с доминирующей партией.

### Теория
В современной литературе по политологии сложилось также несколько теоретических концепций демократии:
Агрегативная модель рассматривает демократию как набор правовых механизмов, обеспечивающих устойчивое равновесие в обществе за счёт достижения компромисса между интересами разных кругов.
Делиберативная (совещательная) теория фокусируется на роли общественных дискуссий в принятии решений и стремлении участников к общему благу. Она утверждает, что демократичность системы пропорциональна её информационной открытости.
Институциальная теория видит главную роль демократического государства в реализации и охране общественных представлений о политических и гражданских правах.
Консенсусная демократия стремится к принятию таких решений, которые учитывают как можно более широкий спектр предпочтений, а не только предпочтения большинства.
Мажоритарная концепция сочетает требование состязательности выборов с тезисом о верховенстве воли большинства, для чего политические институты должны способствовать концентрации власти, а не её децентрализации.
Минималистская концепция видит демократию как систему управления, в которой граждане делегируют свои права на осуществление политической власти выборным должностным лицам, поскольку у них самих нет достаточного количества времени и знаний. В рамках этой теории, восприимчивость руководства к пожеланиям руководимых обеспечивается главным образом конкурентной борьбой за голоса избирателей.
Партисипативная демократия исходит из необходимости широкого и по возможности непосредственного участия граждан в разработке правовых норм. Предметом её внимания являются политический активизм и готовность граждан нести ответственность за последствия своих решений.
Плебисцитарная модель сводит участие граждан к периодическому вынесению «вотума доверия» тому или иному кандидату и обычно изучается с точки зрения деградации института выборов.
Экономическая демократия утверждает, что для участия широких масс в принятии политических решений необходимо распределить частную и государственную собственность среди общественных пайщиков, например, в форме кооперативной собственности.

### Общественные движения
Термин «демократия» иногда используется в названии общественных движений:
Социал-демократия выступает за переход к социально справедливому обществу в рамках демократии
Христианская демократия стремится решать социально-экономические проблемы при соблюдении христианских принципов

## Демократия и республика
До XVIII века термин «демократия» означал прямую демократию в небольших городах, где всё население способно собраться вместе. В том же значении это слово использовал один из идеологов США Джеймс Мэдисон, который систему представительного правления называл «республикой». Другие лидеры США (Джеймс Уилсон, Джон Маршалл, Томас Джефферсон) начали называть американскую систему «демократией», поскольку источником власти в конечном итоге был народ, и поэтому использовали оба термина взаимозаменяемо. Дестют де Траси и Джеймс Милль отзывались о представительном правлении как о революционном изобретении, открывающем возможности для построения демократии на большой территории. После посещения США в 1831—1832 году Алексис де Токвиль также провозгласил её демократией, где в основе правления лежит народный суверенитет.
Иммануил Кант называл «республикой» правовое государство с разделением властей, системой противовесов и сдержек, защитой личных прав и некоторым уровнем представительства в правительстве. Республику он противопоставлял демократии как системе со всеобщим избирательным правом и неограниченной властью большинства, которую он считал предрасположенной к тирании. Целью человеческой истории Кант считал достижение всеобщего правового гражданского общества, где величайшая свобода каждого будет совместима со свободой других и природные задатки, предназначение человека получат своё максимальное развитие. Согласно современным словарным определениям республики, это понятие выступает как антипод монархии и не совместимо с главой государства, который избирается пожизненно или не выбирается вообще. Напротив, концепция демократии не противоречит парламентарной монархии.
Некоторые современные политологи считают, что понятия «демократия» и «республика» ничем не отличаются.

## Демократия и религия
Перечень основных религий по странам с представительной демократией охватывает все мировые и множество национальных религий. В ряде стран это христианство, в Индонезии — ислам, в Монголии — буддизм. В наиболее населённом на сегодняшний день демократическом государстве — Индии — преобладает индуизм. Многие религии утверждают о способности каждого человека к моральному выбору, что исторически способствовало распространению идей о равенстве и, как следствие, о демократии.
Христианская церковь с момента своего возникновения основывалась на важных демократических принципах: выборы высших церковных иерархов (епископов) посредством тайного голосования, высшим церковным органом является коллегиальный орган (Поместный собор, Вселенские соборы), высшие должности в церковной иерархии могут занимать христиане, независимо от их национального и сословного происхождения.
Ислам также основывается на значимых демократических принципах: выборность имама, главы религиозной общины на основе авторитета и независимо от его социального происхождения, отсутствие строгой иерархии в религиозной структуре; согласно исламскому законодательству шариату, наиболее правильным способом передачи власти служат выборы главы государства непосредственно населением или с помощью выборщиков. Высшим духовным авторитетом, шейхом может стать любой мусульманин, независимо от своего происхождения.
Некоторые христиане выражают сомнение в том, что их религия совместима с демократией, на тех основаниях, что вся власть от Бога, паства должна повиноваться пастырям, и только монарх подотчётен Богу как помазанник. С другой стороны, протестантизм учит, что все люди равны перед Богом, а значит и перед властью; что Бог призвал людей быть священниками и царями, а значит и наделил их правом на самоуправление; что Бог дал людям жизнь и веру, а значит и неотчуждаемые права и свободы. Католицизм утверждает, что общество и государство существуют ради создания условий, необходимых для самореализации человека (персонализм), и что власть должна быть как можно ближе к гражданам (принцип субсидиарности). Православный богослов Феофан (Прокопович) полагал, что власть изначально разделена среди народа, который вправе учредить любую форму правления. Философ Г. П. Федотов видел православную демократию как продолжение традиций Новгородской республики. В православии также распространена концепция соборности, которая поощряет участие каждого в поиске истины, хотя рассматривает лишь единодушное согласие, основанное на любви и уважении к остальным, в качестве приемлемого метода принятия решений.

## Критика
Критика демократии находится в соответствующих тематических разделах.
- Основные темы современных дискуссий: см. История и статью История демократии
- Критика с теоретических позиций: см. Ценность демократии, Идеальная демократия и статью Теория демократии
- Критика с позиций религии: см. Демократия и религия
- Критика современных демократических стандартов: см. Основные институты либеральной демократии
- Критика имитационной демократии: см. Авторитаризм и демократия и статью Имитационная демократия
- Критика либеральной демократии и других разновидностей; критика демократии в США, России и других странах: см. соответствующие статьи

## Демократия в мире
- Демократия в США
- Демократия в Швеции
- Демократия в России